# Zygogramma disrupta
Espèce
Zygogramma disrupta est une espèce nord-américaine de coléoptères de la famille des Chrysomelidae.

## Description
Zygogramma disrupta est un petit Chrysomelidae avec un pronotum brun et des élytres jaunes marqués de rayures brunes allongées.

## Répartition
Zygogramma disrupta est présent en Amérique du Nord, aux États-Unis, dans le Kansas, le Nebraska, l'Oklahoma et le Texas.
L'insecte est introduite en Russie, dans le Caucase, en 1990 puis en Europe comme agent biologique contre l'ambroisie.

## Écologie
Les coléoptères adultes sont associés à l'ambroisie, en particulier les espèces Ambrosia artemisiifolia et Ambrosia psilostachya.
En outre, Zygogramma disrupta a été collecté sur des espèces végétales telles que des Salix, des Helianthus, mais également sur Gutierrezia sarothrae et sur Medicago sativa, mais aucun lien n'a pu être établi, il s'agit certainement de rencontres fortuites.